# Carolina von Koseritz

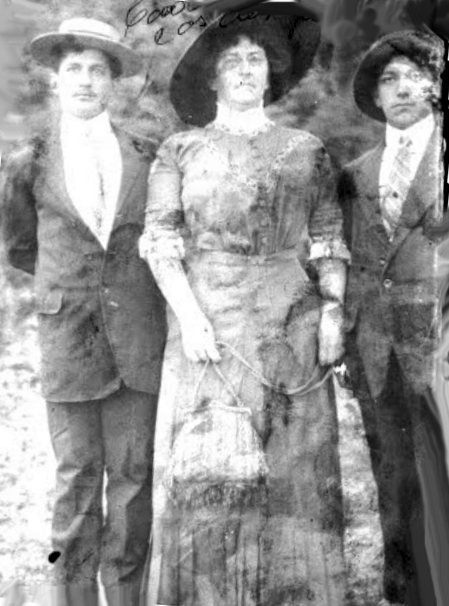
Carolina von Koseritz entre os filhos João e Carlos.

Carolina von Koseritz (Porto Alegre, 23 de outubro de 1865 — Porto Alegre, 9 de janeiro de 1922) foi uma professora, jornalista, escritora e tradutora brasileira.

## Biografia
Era filha do jornalista, político e escritor Carlos von Koseritz e de sua esposa Zeferina Maria de Vasconcelos. Cresceu no ambiente ilustrado cultivado pelo pai, cuja casa era um ponto de encontro para intelectuais e políticos. Foi escritora de talento precoce, publicando os primeiros contos aos 17 anos na Revista Literária. Nesta época se preparava para uma carreira de professora e servia como secretária do pai, atividade que a ocuparia até a morte dele em 1890.
Em 1883, quando Carlos foi eleito deputado, a família se mudou para o Rio de Janeiro. Lá conheceu Ludwig Ferdinand Schmid, poeta, jornalista e cônsul da Suíça, cuja poema Requiem ela traduziu. Através da sua influência, Carolina passou a fazer traduções de clássicos alemães e ingleses, como Hermann e Doroteia, de Goethe, o poema Excelsior, de Longfellow, Relíquias Vivas, de Ivan Turguêniev, e Contos de Viagem, de Lord Byron. Outras traduções publicou em jornais à maneira de folhetim, como O Grilo da Lareira, de Charles Dickens. Ao mesmo tempo intensificava e diversificava sua produção autoral, passando a publicar uma série de artigos na imprensa sobre temas como abolicionismo, conservação da natureza, emancipação da mulher e liberdade de pensamento.
Em 1890, com a morte precoce do pai, foi uma defensora do seu legado contra as criticas que ele recebera. Então voltou-se para a interrompida carreira no magistério, continuando a traduzir e a publicar artigos e contos como A vingança das flores, A flor fenecida, Uma dor de cabeça, A freira, O leito nupcial, Risos e sorrisos e Antigualhas. Na novela Episódio Obscuro abordou aspectos da Revolução Farroupilha, exaltando o patriotismo dos revolucionários, contrapondo-se à visão legalista dominante entre outras mulheres escritoras do período.
Em 1892 casou-se com o poeta Rodolfo Brasil, e com ele se radicou no Rio de Janeiro. O casamento produziu dois filhos, mas durou pouco. De volta a Porto Alegre, em 1898 iniciou um relacionamento com o jornalista Mário Teixeira de Sá, tendo com ele quatro filhos, mas assim como a primeira, a segunda união acabou fracassando, sendo abandonada pelo companheiro cinco anos depois. Sua vida então entra em profunda crise, tendo seis filhos para criar sozinha, e começando a padecer de diversas doenças. Apesar das dificuldades crescentes, continuava lecionando e escrevendo, vindo a falecer em 1922 aos 56 anos de idade.

## Legado
Carolina hoje é lembrada pelo exemplo de independência e pela significativa contribuição que deu às letras e à cultura do Rio Grande do Sul do século XIX, numa época em que mulheres ainda recebiam uma educação sumária e permaneciam limitadas ao lar e dependentes da orientação masculina.
Nas palavras de Hilda Flores, ela "pertence ao pequeno grupo de mulheres intelectuais que integraram o romantismo das últimas décadas do século XIX. Tradutora poliglota, enriqueceu o Brasil com literatura alternativa face à dominância do francesismo cultural. O pioneirismo de Carolina revela-se na projeção da capacidade feminina além dos umbrais domésticos, em busca do lugar adequado que cabe à mulher na sociedade atual. [...] Pelo seu real mérito, Carolina von Koseritz foi escolhida para patrona da cadeira nº 15 da Academia Literária Feminina do Rio Grande do Sul". Seu nome batiza uma rua em Porto Alegre.